# Obchodní firma
Obchodní firma, nebo jen firma, je v právním pojetí název, pod kterým je podnikatel zapsán v obchodním rejstříku. Je jedním ze základních atributů právní subjektivity podnikatele a základních pojmových znaků podnikání.[zdroj?] Je ochranným označením, které je předmětem práva duševního vlastnictví a jako zvláštní druh „nehmotného statku“ vyznačuje osobitost podnikatele. Podnikatel je povinen právně jednat vždy pod svou firmou. Firmou fyzické osoby může být její jméno a příjmení. Pojem firmy je však polysémantický a v ekonomii se používá jako synonymum k pojmům podnik či společnost.

## Tvorba firmy
Obchodní firma se obecně skládá z kmene a z dodatků.
U fyzických osob je obchodní firma zpravidla tvořena jménem a příjmením. Člověk se může podle své volby zapsat do obchodního rejstříku pod jinou obchodní firmou než pod svým jménem; v takovém případě musí být zřejmé, že nejde o obchodní firmu právnické osoby (§ 425 zákona č. 89/2012 Sb.). Je-li již zapsán podnikatel se stejným jménem i příjmením, pak je každý další žadatel o zápis povinen podat návrh na zápis s rozlišujícím dodatkem. Dodatek může podnikající fyzická osoba ke svému jménu dodat i kdykoli později.
Firmy obchodních korporací jsou obligatorně složeny z firemního kmene a firemního dodatku. Dodatek označuje druh korporace a musí mít zákonem předepsanou formu (např. společnost s ručením omezeným musí mít v dodatku buď „společnost s ručením omezeným“, „spol. s r.o.“ nebo „s.r.o.“). Další dodatky jsou fakultativní.
Firemní kmeny firmy obchodních korporací se dají řadit do několika kategorií:
- osobní kmeny - jsou tvořeny nebo založeny na jméně (a nebo) příjmení společníka (společníků), resp. zakladatelů (např. ŠKODA, Jan Becher)
- věcné kmeny - týkají se předmětu podnikání a zásadně by měly být pravdivé (např. VÝROBA DVEŘNÍCH VRAT)
- fantazijní kmeny . nemají žádný vztah k osobě podnikatele ani předmětu podnikání
- smíšený kmen - kombinace firmy osobní, věcné, fantazijní a číselné

## Změny firmy
Je-li podnikatelem fyzická osoba, která své jméno změní, může i nadále ve své firmě používat své dřívější jméno, ale jen s dodatkem, který bude obsahovat jméno nové. Pokud je součástí firmy právnické osoby jméno společníka nebo člena, který již ve společnosti nefiguruje, lze dále jeho jméno používat jen s jeho souhlasem.
Samotnou firmu převést na jiného nelze, naopak pokud přechází obchodní závod, vždy s ním přechází i jeho firma, jestliže ale má nástupnická právnická osoba jinou právní formu, je třeba změnit dodatek firmy, aby se dostal do souladu s touto právní formou (např. „Švec, s. r. o.“ → „Švec, a. s.“). Jestliže dojde k přechodu firmy na základě dědictví, lze dosavadní firmu využívat pouze s nástupnickým dodatkem, aby nedošlo k záměně s původními podnikateli, a navíc pouze s výslovným souhlasem buď zůstavitele, nebo jeho dědiců.

## Ochrana firmy
Firma je jako součást duševního vlastnictví podnikatele a pod ochranou zákona, proto pokud ji někdo neoprávněně užívá, může se dotčený podnikatel u soudu domáhat, aby:
- se takového neoprávněného užívání zdržel,
- odstranil závadný stav,
- vydal bezdůvodné obohacení, které díky tomu nabyl, a navíc
- poskytl přiměřené zadostiučinění, které může být požadováno i v penězích.

Tím navíc není dotčena možnost se kromě toho domáhat i náhrady škody. Poměrně specifickým oprávněním poškozeného je, že mu soud může přiznat právo, aby na náklady neoprávněného uživatele zveřejnil daný rozsudek.
Tím se ale celá ochrana obchodní firmy nevyčerpává. Pokud je totiž její neoprávněný uživatel zároveň soutěžitelem, účastníkem hospodářské soutěže, a naplní jednu ze skutkových podstat nekalé soutěže, která spočívá v tom, že jeho jednání bude způsobilé vyvolat u třetích osob nebezpečí záměny nebo klamnou představu o spojení s podnikem poškozeného podnikatele, pak ten může v dalším soudním řízení požadovat opětovně to samé. Za jedno neoprávněné užití tedy může být neoprávněný uživatel, jestliže je soutěžitelem, sankcionován dvakrát, vždy ale v jiném režimu.